# Martha Schroeder

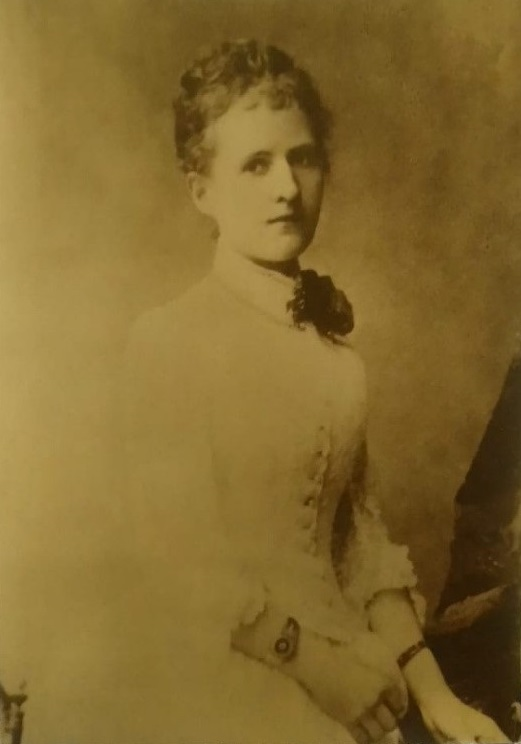
Porträt der Pianistin Martha Schwieder, später Martha Schroeder

Martha Schroeder (* 6. September 1857 in Magdeburg als Martha Schwieder; † 8. Februar 1895 in Göttingen) erreichte in Berlin als Pianistin lokale Berühmtheit, vor allem für ihre Konzerte mit Kammermusik.

## Leben
Martha Schroeder wurde am 6. September 1857 in Magdeburg als jüngste Tochter des Versicherungsinspektors Gottfried Schwieder geboren. Schon als Kind zeigte sie frühe musikalische Begabung und erregte Ende der 1860er Jahre erste Aufmerksamkeit in Kiel. Ab 1873 hatte sie bei dem Magdeburger Musikdirektor Christian Friedrich Ehrlich Unterricht.
Von 1877 bis 1879 lernte sie in Berlin an Theodor Kullaks Neuer Akademie der Tonkunst, die zu dieser Zeit sehr renommiert war. Anfang der 1880er Jahre gründete sie ein Musikinstitut, das sie nach ihrer Heirat mit Bernhard Schröder aufgab. Gemeinsam mit ihrem Mann zog sie zurück nach Magdeburg, später, nachdem ihr Mann die Pianofortefabrik Ritmüller übernommen hatte, nach Göttingen, wo sie trotz ihrer Ehe und der Geburt ihrer vier Töchter weiterhin als Klaviervirtuosin und Lehrerin aktiv war.
Martha Schroeder starb am 8. Februar 1895 in Göttingen an einer Lungenentzündung.

## Wirken

### Arbeit als Pianistin
Martha Schwieder war insbesondere vor ihrer Ehe als Konzertpianistin und Organisatorin von Kammermusik-Soiréen aktiv. Besonders häufig spielte sie in den frühen 1880er Jahren im Leibniz-Gymnasium in Berlin-Kreuzberg, begleitet wurde sie dort bisweilen von ihrem Berliner Klavierlehrer Oskar Raif. Ihre Programmzusammenstellung wurde als „von der gewöhnlichen pianistischen Heerstraße abweichend“ beschrieben. Im Zuge dieser Konzertabende traten etwa Studierende der Akademischen Hochschule für Musik auf – teils von Schwieder am Klavier begleitet; auch gab dort der von Heinrich Kotzolt geleitete Chor der Sing-Akademie zu Berlin einige der letzten Auftritte vor dessen Tod. Im Jahr 1883 gründete Martha Schwieder gemeinsam mit dem Violinisten Felix Meyer und dem Cellisten Eugen Sandow ein Kammermusik-Trio, mit dem sie Soiréen vornehmlich im Osten Berlins gab. Diese fanden auch deshalb großen Anklang, weil vergleichbare Soiréen zuvor oft nur im Stadtzentrum Berlins stattgefunden hatten. Außerdem waren diese Veranstaltungen wegen ihrer günstigen Eintrittspreise beliebt. Darüber hinaus organisierte Schroeder Wohltätigkeitskonzerte.
Zu Schroeders Repertoire gehörten insbesondere Stücke von Chopin, etwa dessen Variationen über Là ci darem la mano aus Wolfgang Amadeus Mozarts Don Giovanni. Weiterhin spielte sie Stücke von Robert Schumann, Wilhelm Taubert, Johannes Brahms, Charles Gounod, Wilhelm Baumgartner, Beethoven, Mozart, Richard Wagner, Josef Gabriel Rheinberger sowie Liszts Transkription von Carl Maria von Webers Konzertstück in f-Moll.

### Musikschule
Während ihrer Zeit in Berlin gründete sie die „Clavierschule von Martha Schwieder“, an der sie Klaviertheorie und Ensemblespiel „von den ersten Anfängen bis hin zur Virtuosität“ unterrichtete. Auch nach ihrem Umzug nach Göttingen führte sie die Tätigkeit als Klavierlehrerin fort.

### Auszeichnungen
1882 und 1883 wurde sie im Rahmen eines Wettbewerbes mit dem Felix-Mendelssohn-Bartholdy-Stipendium ausgezeichnet. Andere Künstler, die mit diesem Stipendium ausgezeichnet wurden, waren unter anderem Kurt Weill und Wilhelm Backhaus.

### Rezensionen
Im Rahmen eines Akademiekonzerts wurden Schwieders pianistische Fähigkeiten als „technisch weit fortgeschritten“ und ihr Spiel als „feinsinnig“ beschrieben. Darüber hinaus hatte sie wohl bereits bei vorherigen Auftritten einen bleibenden Eindruck hinterlassen, denn laut demselben Bericht war sie Konzertbesuchern noch „in guter Erinnerung“. Auch bei einem Kammermusikabend 1883 im Leibniz-Gymnasium bewährte sie sich offenbar „auf's Neue als eine tüchtige Pianistin“.